# Jorge Griffa
Jorge Bernardo Griffa Monferoni (ur. 7 września 1935 w Casilda, zm. 15 stycznia 2024 w Rosario) – argentyński piłkarz, środkowy obrońca. Później trener.
Urodzony w Casilda (prowincja Santa Fe) Griffa karierę piłkarską rozpoczął w 1954 roku w klubie Newell’s Old Boys Rosario. Jako piłkarz klubu Newell’s Old Boys był w kadrze reprezentacji podczas turnieju Copa América 1959, gdzie Argentyna zdobyła mistrzostwo Ameryki Południowej. Griffa zagrał w czterech meczach – z Peru (18 marca – debiut w reprezentacji), Paragwajem, Urugwajem i Brazylią (w 50 minucie zmienił go Luis Cardoso).
W lidze argentyńskiej rozegrał 92 mecze i zdobył 2 bramki. Po mistrzostwach kontynentalnych Griffa wyjechał do Europy, gdzie został piłkarzem hiszpańskiego klubu Atlético Madryt. W barwach Atlético zadebiutował 13 września 1959 roku w wygranym 3:0 meczu przeciwko drużynie Unión Las Palmas. W 1960 roku razem z nowym klubem Griffa zdobył Puchar Hiszpanii.
W 1961 roku razem z Atlético Griffa ponownie zdobył Puchar Hiszpanii oraz zdobył tytuł wicemistrza Hiszpanii. Rok później wygrał drugi pod względem prestiżu europejski puchar – Puchar Zdobywców Pucharów w sezonie 1961/1962. W następnym roku klub dotarł do finału Pucharu Zdobywców Pucharów w sezonie 1962/63, gdzie przegrał w angielską drużyną Tottenham Hotspur Londyn. W 1963 było drugie wicemistrzostwo Hiszpanii, a w konsekwencji nieudany start w Pucharze Miast Targowych w sezonie 1963/64. Za to w Pucharze Miast Targowych w sezonie 1964/65 Griffa razem z Atlético dotarł aż do półfinału.
W 1965 roku Griffa razem z klubem Atlético sięgnął po trzeci w swej karierze Puchar Hiszpanii oraz trzecie wicemistrzostwo Hiszpanii, a w sezonie 1965/66 razem z Atlético zdobył swój pierwszy i jedyny tytuł mistrza Hiszpanii. Dotarł do ćwierćfinału Pucharu Zdobywców Pucharów w sezonie 1965/66.
Jako mistrz Hiszpanii wziął udział w Pucharze Mistrzów w sezonie 1966/67, ale dotarł tylko do 1/8 finału. Griffa wziął też udział w nieudanym Pucharze Miast Targowych w sezonie 1967/68 i w równie nieudanym Pucharze Miast Targowych w sezonie 1968/69.
W Atlético grał do 1969 roku, po czym w 1970 roku przeszedł do klubu Español Barcelona, któremu pomógł awansować do pierwszej ligi. W klubie Español, rozegrawszy 24 mecze, w 1971 roku zakończył karierę. W lidze hiszpańskiej rozegrał w ciągu 12 lat 227 meczów i zdobył 6 bramek.
Po zakończeniu kariery piłkarskiej został trenerem – pracował m.in. w Newell’s Old Boys i Boca Juniors.